# John Blythe (Geistlicher)
John Blythe, auch John Blyth (* um 1450; † 23. August 1499 in Ramsbury, Wiltshire) war ein englischer Geistlicher und Jurist. Von 1493 bis 1499 war er Bischof von Salisbury.

## Familie und Ausbildung
Geboren wurde Blyth als Sohn von William Blyth. Seine Mutter war eine Schwester von Thomas Rotherham, Erzbischof von York zwischen 1480 und 1500. Blyths Bruder Geoffrey war von 1503 bis etwa 1530 Bischof von Coventry und Lichfield. Seine universitäre Ausbildung erhielt Blyth am King’s Hall College der University of Cambridge, wo er von 1476 bis 1477 Fellow und zwischen 1488 und 1498 Aufseher war. 1485 wurde er zum Doctor of Civil Law promoviert.

## Beruflicher Werdegang
1477 verschaffte Thomas Rotherham als Bischof von Lincoln seinem Neffen die Stelle als Archidiakon von Stow. Im folgenden Jahr übernahm er das Archidiakonat von Huntingdon, das er bis 1494 innehatte. Daneben war er als Kanoniker in der Kathedrale von Lincoln tätig. Nachdem sein Onkel zum Erzbischof von York ernannt worden war, erhielt Blyth eine Anstellung als Kanoniker im York Minster. Diese Anstellung war mit sehr einkömmlichen Pfründen verbunden. Am 5. Mai 1492 übernahm er das Amt des Master of the Rolls und am 13. November 1493 erhob Henry VII. ihn zum Bischof von Salisbury. Zwischen März und August 1499 saß er mehreren Inquisitionsverfahren in Reading, Sonning und Ramsbury vor. Nach seinem Tod wurde Blyth in der Kathedrale von Salisbury beigesetzt. Sein Grabmal ist bis heute erhalten.